# Gabbiano (araldica)
In araldica il gabbiano compare quasi esclusivamente come emblema civico di località marine.

D'azzurro, al torrione al naturale, aperto del campo e finestrato di due, sostenente un gabbiano d'argento sorante (Castel Gabbiano, provincia di Cremona)
D'azzurro, al gabbiano volante d'argento, imbeccato e membrato di rosso (Ahlainen, FInlandia)
Nel 1° di rosso, al gabbiano volante d'argento, membrato di nero (Lokalahti, Finlandia)
D'azzurro, a tre gabbiani d'argento, imbeccati e membrati d'oro, volanti uno sull'altro, alla campagna dello stesso (Comune rurale di Rauma (1954–1992), Finlandia)
D'azzurro, al gabbiano volante d'argento (Hasvik, Norvegia)
Tre gabbiani (Kühlungsborn, Germania)
Stemma di Jūrmala, Lettonia

## Traduzioni
- Francese: mouette
- Inglese: seagull
- Tedesco: Möwe
- Spagnolo: gaviota